# Druckluftbremse (Eisenbahn)

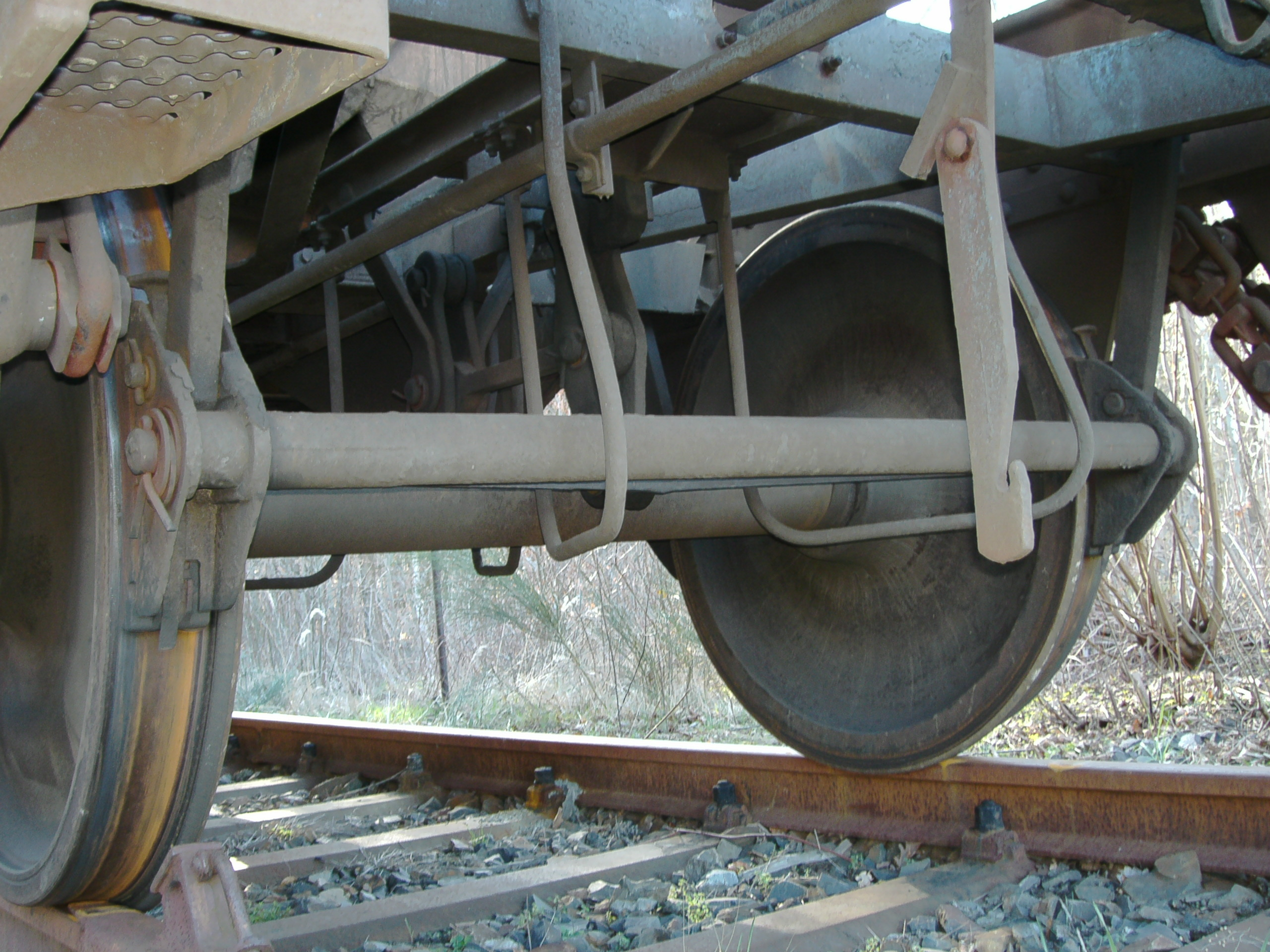
Bremse eines Selbstentladewagens

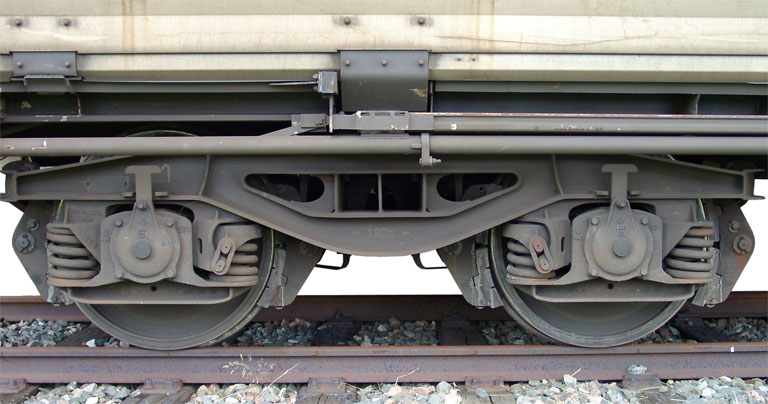
Bremsklötze an den Rädern eines Bahnfahrzeugs

Druckluftbremsen werden vor allem im Bahnbetrieb zum Abbremsen von Zügen verwendet. George Westinghouse entwickelte sie in den USA um 1869 speziell für Eisenbahnen.
Die Druckluftbremse verwendet Druckluft als Energieträger sowie zur Steuerung des Bremsvorgangs. Die eigentliche Bremswirkung wird durch das Anpressen von Bremsklötzen entweder auf die Laufflächen der Räder oder auf Bremsscheiben ausgeübt. Energiespeicher sind der Hauptluftbehälter des Triebfahrzeugs und die Luftbehälter der Wagen. Die Druckluft aus diesen Energiespeichern wirkt über Steuerventile auf die Bremszylinder an den Radsätzen.

## Geschichte
Die Druckluftbremsen der meisten europäischen Eisenbahnen entsprechen einem internationalen Standard und sind miteinander kompatibel. Wesentliche Gründe für die Einführung der Druckluftbremse war die Möglichkeit zur zentralen und unmittelbaren Steuerbarkeit durch den Triebfahrzeugführer sowie die gleichmäßige Wirkung auf alle Wagen eines Zuges. Der Bremsvorgang ließ sich von jedem Standort im Zug aus auslösen. So etwa auch von im Zug verteilt angebrachten Notbremsventilen, die von Personal und Fahrgästen zu betätigen sind. Druckluftbremsen waren wenig empfindlich gegenüber leichten Luftverlusten, da das Arbeitsmedium Druckluft beliebig nachgefördert werden konnte.
Bevor die Druckluftbremse zur Verfügung stand, wurden die Züge von Hand gebremst. Die einzelnen Wagen waren mit einem Bremser besetzt, der eine Handbremse bediente. Auf entsprechende Signale des Lokomotivführers mussten die Bremsen angezogen oder gelöst werden. Bei Personenzügen war mitunter an der Außenseite der Wagen eine Kommunikationsleine angebracht, die mit der Lokomotivpfeife verbunden war. Sie diente als eine Art Notbremse, indem das Zugpersonal oder die Fahrgäste bei Gefahr ein Pfeifsignal für die Bremser auslösen konnten. Die Tätigkeit der Bremser war außerordentlich belastend, da der Sitz auf einer offenen Plattform lange Zeit ungeschützt war. Erst später boten die so genannten Bremserhäuschen einen gewissen Schutz gegen Witterungseinflüsse. Weil die Bremser Geräusche von außen wahrnehmen können mussten, konnte man die Bremserhäuser jedoch nicht wärmedämmen.
Die Entwicklung der Eisenbahnbremsen wurde durch zahlreiche Unfälle gefördert. Nachdem George Westinghouse zunächst nicht befriedigende Bremsen mit Ketten und Dampfbetrieb konstruiert hatte, erfand er 1869 die direktwirkende, nichtselbsttätige und 1872 die indirekt wirkende, selbsttätige Druckluftbremse. Auf seine Erfindung erhielt er am 5. März 1872 ein US-Patent. Die Westinghouse-Bremse wurde in der Folge auch von mehreren europäischen Eisenbahnverwaltungen eingeführt, so z. B. ab 1887 bei den Königlich Bayerischen Staatseisenbahnen für alle Personenzüge.
Bei der Einführung einer auf der Lokomotive bedienbaren durchgehenden Bremse des ganzen Zuges wurden neben der Druckluftbremse auch andere Systeme in Betracht gezogen. So kam dafür auch die Übertragung per Unterdruck (Saugluftbremse) oder die Steuerung mit Seilzug (z. B. Heberleinbremse) zur Anwendung. Gerade die Seilzugbremsen hatten insbesondere wegen der Seilreibung aber gegenüber den pneumatischen Bremsen deutliche Nachteile und blieben daher auf Nischen begrenzt. Die Saugluftbremse fand größere Verbreitung, zum Teil auch bei Vollbahnen (z. B. ab 1891 bei den Vorgängerbahnen der heutigen Österreichischen Bundesbahnen, bei Bahnen unter britischem Einfluss oder in Spanien). Sie konnte als einzige der Alternativen alle an eine solche Bremse gestellten Anforderungen im gleichen Umfang wie die Druckluftbremse erfüllen. Bei der Saugluftbremse machen sich die Nachteile durch Leckagen gegenüber der Druckluftbremse vor allem bei längeren Zügen bemerkbar. Deshalb konnte sie sich nur in Bereichen mit kurzen Zügen, gerade auf Schmalspurnetzen, bis heute halten. Der Vorteil der indirekt wirkenden Saugluftbremse war dagegen die durch die Zweikammerwirkung von Anfang an gegebene stufenweise Lösbarkeit (Mehrlösigkeit). Damit war sie für den Betrieb auf langen Gefällestrecken besonders geeignet, was für ihre Verbreitung bei Gebirgsbahnen sorgte. Dort hielt sie sich in einigen Fällen bis über die Jahrtausendwende.
Um die Probleme der Einkammerbremse zu umgehen, führte die Preußische Staatsbahn 1883 die Carpenter-Bremse für Schnellzüge ein. Es handelte sich dabei um eine Zweikammerbremse ohne Ventile, die im Vergleich zur Westinghouse-Bremse wesentlich einfacher aufgebaut und besser regelbar war. Nachteilig waren jedoch die Trägheit und der höhere Luftverbrauch im Vergleich zur Westinghouse-Bremse. Nach kurzer Erprobung entschied sich 1893 die preußische Staatsbahn wiederum die Carpenter-Bremse doch durch die Westinghouse-Bremse zu ersetzen.
1892 wurde dem Kongress der Vereinigten Staaten von Amerika ein Gesetzesentwurf vorgelegt, der für alle Züge in den USA durchgehende Bremsen und automatische Kupplungen vorschrieb. Der sogenannte Railroad Safety Appliance Act trat am 2. März 1893 in Kraft, und bis zum 1. Januar 1900 mussten alle Fahrzeuge entsprechend ausgerüstet sein. Nach einigen Versuchen entschieden sich die meisten amerikanischen Eisenbahngesellschaften für die Druckluftbremse von Westinghouse. Bei den langen amerikanischen Güterzügen traten jedoch wegen der Durchschlagsgeschwindigkeit der Druckluftbremse beim Bremsen vermehrt Stöße und Zerrungen auf. Ebenso nachteilig erwies sich die fehlende stufenweise Lösbarkeit und die Erschöpfbarkeit des Bremssystems, insbesondere bei langen Gefällestrecken. Dort wurde deshalb weiterhin mit der Handbremse gebremst.
Bereits im 19. Jahrhundert wurden Reisezüge auf Hauptstrecken weitgehend mit Druckluftbremsen ausgerüstet, die damals auch häufig als Luftdruckbremsen bezeichnet wurden. Im Mai 1909 wurde eine internationale Kommission der Technischen Einheit in Bern eingesetzt, um die Bedingungen für eine im internationalen Verkehr zugelassene durchgehende Bremse für Güterzüge festzulegen. Dieser Kommission wurde 1912 die automatische Vakuumbremse System Hardy der Österreichischen Staatsbahnen und 1913 die Westinghouse-Bremse mit sogenannter Hilfsleitung der Ungarischen Staatsbahnen vorgestellt. Der Erste Weltkrieg verhinderte die für 1914 geplante Vorführung der Kunze-Knorr-Bremse in Deutschland. Dort begann man während des Ersten Weltkrieges mit der Einführung der Kunze-Knorr-Bremse. Der 1922 gegründete Internationale Eisenbahnverband nahm die Verhandlungen über technische Fragen zur Einführung einer Güterzugbremse für den internationalen Verkehr wieder auf. Am 15. Oktober 1923 wurde die Westinghouse-Bremse von der Pariser Konferenz der Eisenbahnkommission der Alliierten und Assoziierten Mächte als Typ einer durchgehenden Güterzugbremse festgelegt. Andere Druckluftbremsen wurden auch zugelassen, sofern sie mit der Westinghouse-Bremse kompatibel sind. Der Internationale Eisenbahnverband führte 1926 Versuche mit der Kunze-Knorr-Güterzugbremse und der Westinghouse-Güterzugbremse durch. Aufgrund dieser Versuche wurden diese beiden Bremssysteme als Standard und 33 Bedingungen für international zugelassene Güterzugbremsen festgelegt. Auf dieser Grundlage wurde ab Ende der 1920er Jahre die Druckluftbremse für Güterzüge in größerem Umfang eingeführt.
Für die Deutsche Reichsbahn brachte die Einführung der durchgehenden Druckluftbremse große Einsparungen bei den Betriebskosten. So konnte die durchschnittliche Anzahl der Zugbegleiter pro Zug von 5,6 auf 2,6 reduziert und die Reisegeschwindigkeit der Güterzüge durch höhere Fahrgeschwindigkeiten und kürzere Aufenthalte erhöht werden.

## Indirekt wirkende Druckluftbremse
1 Bremskupplung

  2 Kupplungshahn

  3 Notbremszug

  4 Notbremshahn

  5 Handbremskurbel

  6 Bremsspinde

  7 Bremsspindelmutter

  8 Bremswelle

  9 Handbremszugstange

10 Bremsgestängesteller

11 Steuerstange

12 Horizontalhebel

13 Laststange

14 Mech. Lastwechsel
     mit Leerstange

15 Rückziehfeder

16 Bremszylinder
17 Festpunkthebel

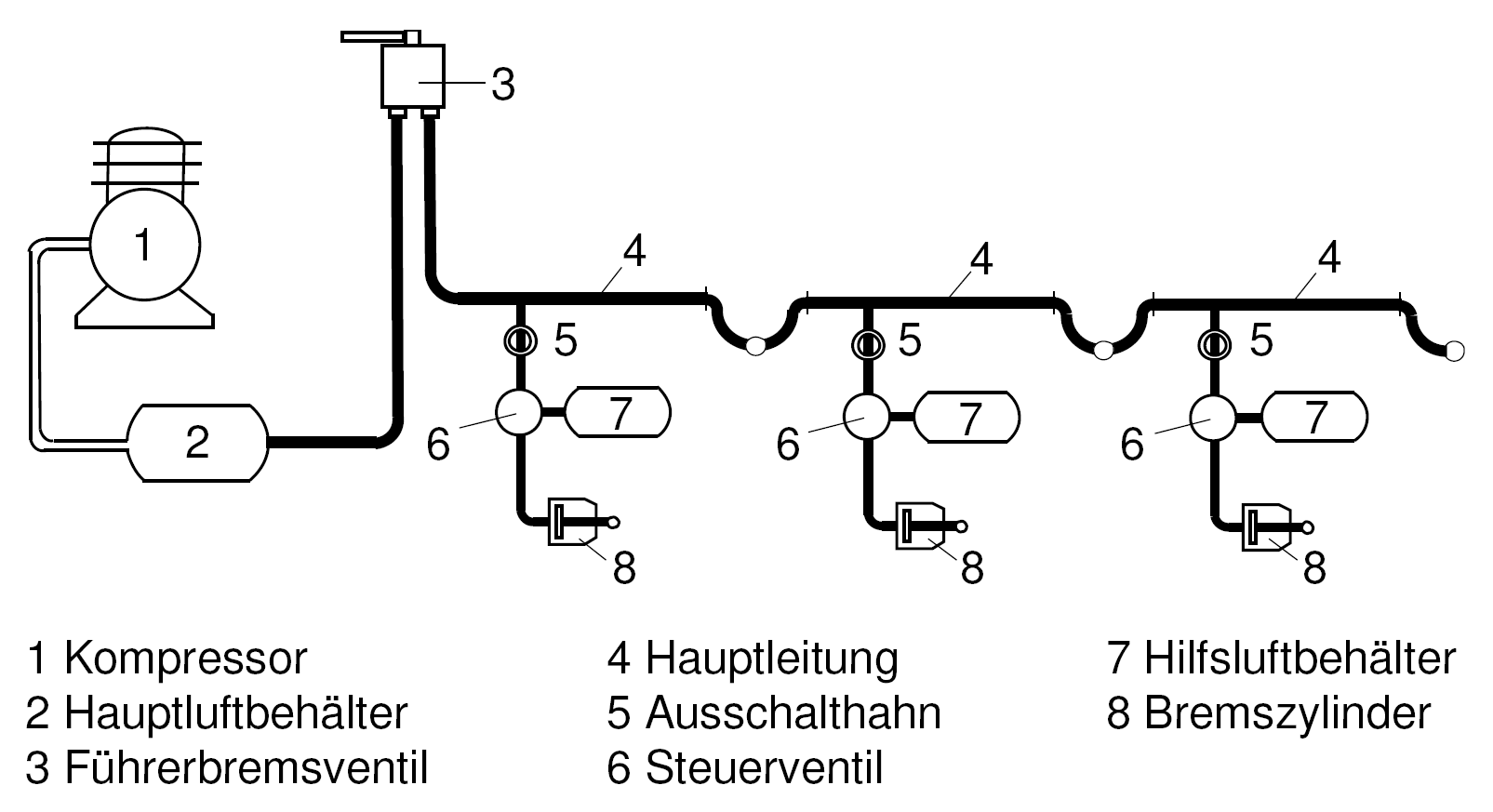
Prinzip der indirekt wirkenden Druckluftbremse

18 Betätigungsgestänge zu mech. Lastwechsel

19 Bremszugstange

20 Vertikalbremshebel

21 Festpunkt

22 Hauptluftleitung

23 Bremsklotz

24 Bremsdreieck

25 Hilfsluftbehälter

26 Griff zu Auslöseventil

27 Steuerventil

28 Steuerbehälter

29 Bremsausschalthahn

30 Betätigungsgriff zum Bremsausschalthahn

31 GP-Wechsel

32 Umstellvorrichtung zum Lastwechsel

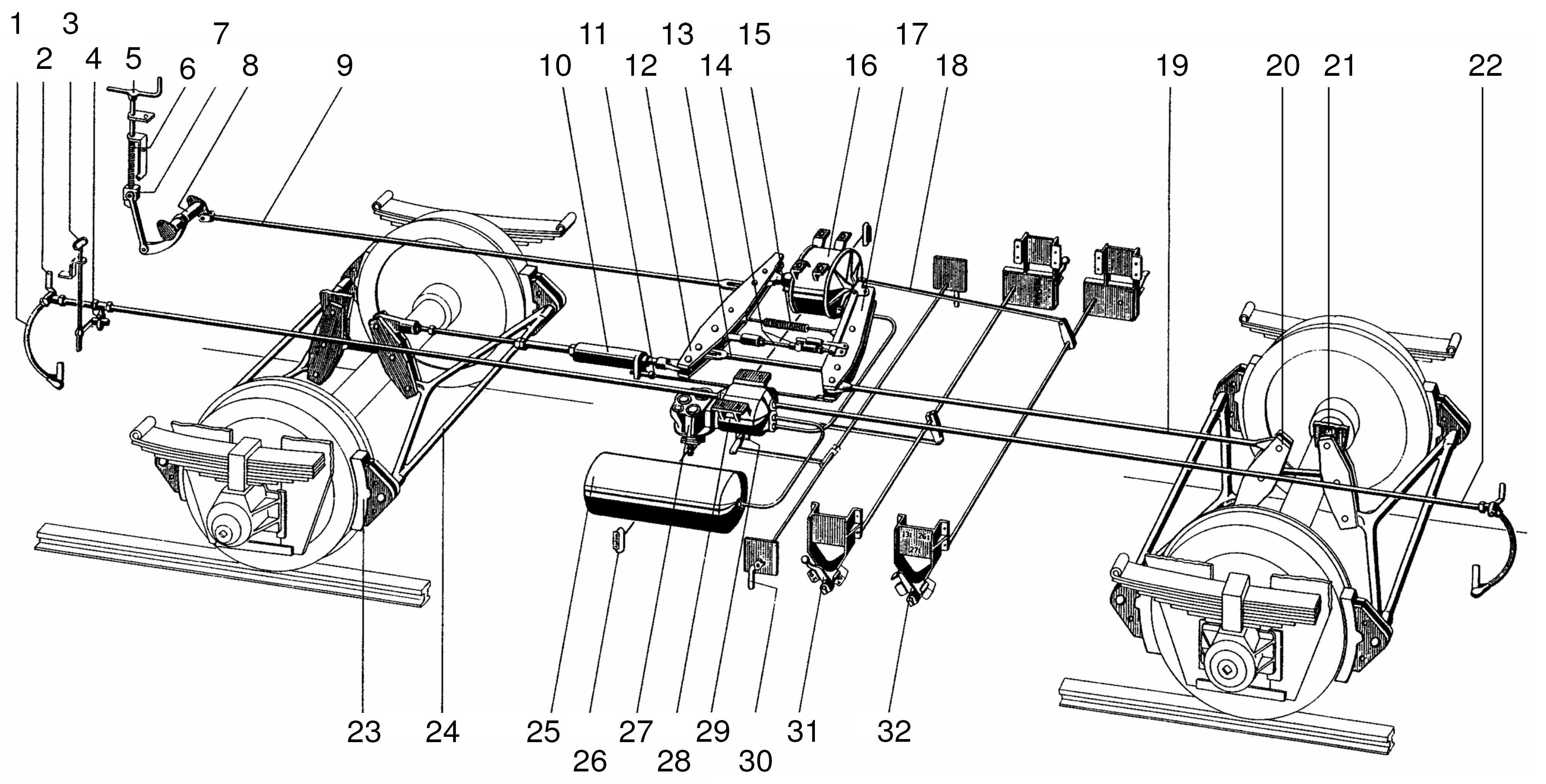
Bremsanlage eines Güterwagens mit Bremsgestängesteller, GP-Wechsel und manuellem Lastwechsel
1 Bremskupplung
2 Kupplungshahn
3 Notbremszug
4 Notbremshahn
5 Handbremskurbel
6 Bremsspinde
7 Bremsspindelmutter
8 Bremswelle
9 Handbremszugstange
10 Bremsgestängesteller
11 Steuerstange
12 Horizontalhebel
13 Laststange
14 Mech. Lastwechsel
mit Leerstange
15 Rückziehfeder
16 Bremszylinder
17 Festpunkthebel
18 Betätigungsgestänge zu mech. Lastwechsel
19 Bremszugstange
20 Vertikalbremshebel
21 Festpunkt
22 Hauptluftleitung
23 Bremsklotz
24 Bremsdreieck
25 Hilfsluftbehälter
26 Griff zu Auslöseventil
27 Steuerventil
28 Steuerbehälter
29 Bremsausschalthahn
30 Betätigungsgriff zum Bremsausschalthahn
31 GP-Wechsel
32 Umstellvorrichtung zum Lastwechsel

Die durch den Kolben des Bremszylinders 16 ausgeübte Kraft wirkt auf den Horizontalhebel 12, von diesem auf die Kombination Bremsgestängesteller 10 – Laststange 13 – Bremszugstange 19 weiter über die Vertikalbremshebel 20 über die Bremsdreiecke 24 auf die Bremssohlen 23 und damit auf die Laufflächen der Räder.
Mit der Handbremskurbel 5 wird die Kraft über die Bremspindel 6, Bremsspindelmutter 7, Bremswelle 8 und die Handbremszugstange 9 auf den Horizontalhebel 12 übertragen. Von dort wirkt die Kraft, wie oben beschrieben, auf die Laufflächen der Räder.
Die indirekt wirkende, selbsttätige oder automatische Druckluftbremse ist die Standardbremse bei Eisenbahnen. Sie ist eine durchgehende Bremse, mit der sämtliche daran angeschlossene Fahrzeuge eines Zuges oder einer Rangiereinheit vom Führerstand eines Triebfahrzeuges oder eines Steuerwagens aus bedient werden. Bei dieser Bremse wird die Druckluft dem Bremszylinder indirekt über das Steuerventil aus dem Hilfsluftbehälter zugeführt, das durch den Hauptluftleitungsdruck gesteuert ist. Die Bremse wird auch als selbsttätige oder automatische Druckluftbremse bezeichnet, weil sie bei einer Zugtrennung die automatische Zwangsbremsung beider Zugteile bewirkt.

### Prinzipieller Aufbau und Wirkungsweise
Prinzipiell besteht die Druckluftbremse aus einem System von Druckbehälter, Bremszylindern und Druckluftleitungen an jedem Fahrzeug, die bei der Zusammenstellung eines Zuges an den Kuppelstellen miteinander verbunden werden.
Alle Fahrzeuge eines Zuges haben eine durchgehende, miteinander verbundene Hauptluftleitung (HL). Ein Luftpresser im Triebfahrzeug versorgt diese über das Führerbremsventil mit Luft, welcher in Europa, den GUS-Staaten und Nordafrika üblicherweise einen Druck von 5 bar, dem Regelbetriebsdruck, aufrechterhält. 

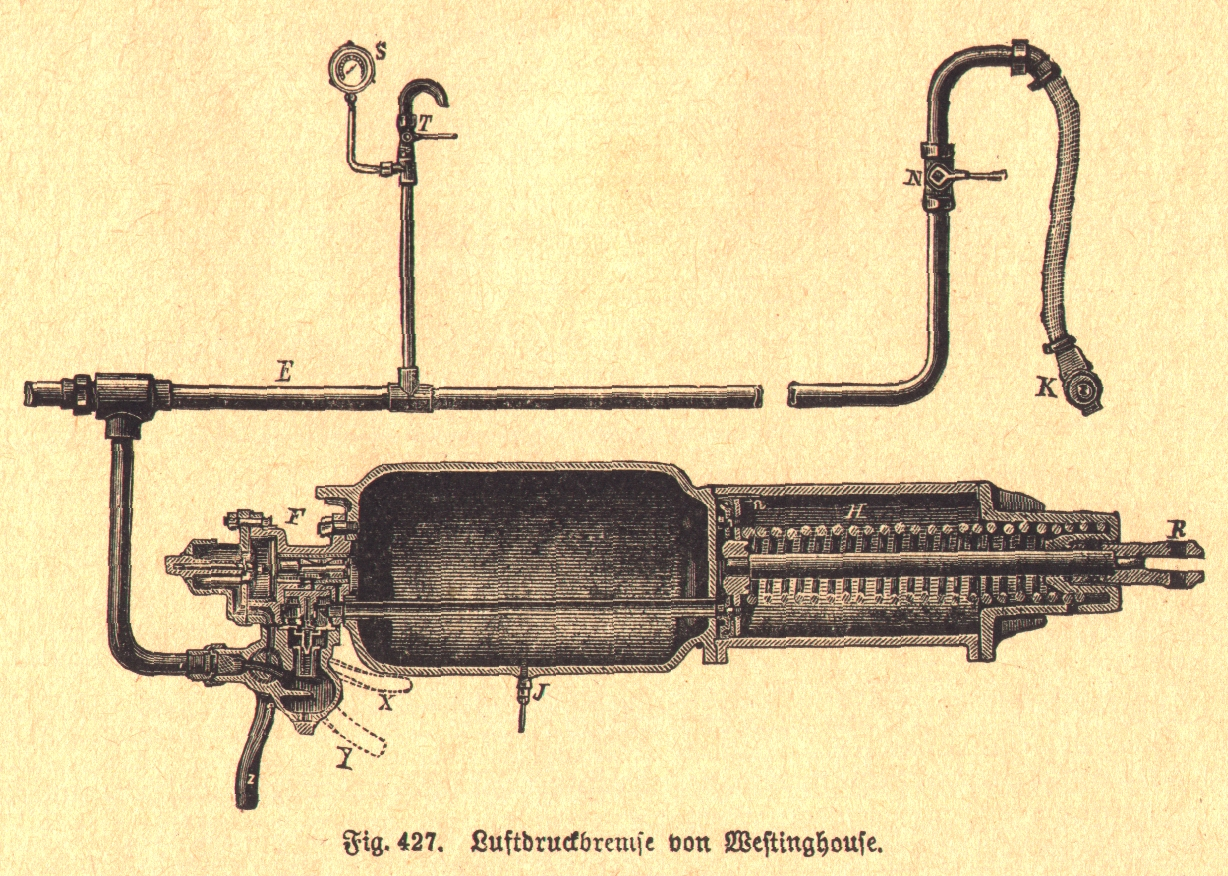
Druckluftbremse nach Westinghouse

Die Hauptluftleitung dient neben der Hauptluftbehälterleitung (HBL) gleichzeitig als Energieversorger und Signalübertragungsweg. Jeder Wagen hat zudem einen Hilfsluftbehälter, der ständig über ein Steuerventil von der Hauptluftleitung nachgefüllt wird, sowie druckluftbetriebene Bremszylinder und Bremsklötze an den Rädern bzw. Scheibenbremsen im Rad oder auf der Achswelle. Das prinzipielle Steuerelement für die Bremsanlage ist das Führerbremsventil auf dem Triebfahrzeug (z. B. einer Lokomotive) bzw. dem Steuerwagen.
Die Bremse ist gelöst (inaktiv), wenn alle Hilfsluftbehälter gefüllt sind und in der Hauptluftleitung der Regelbetriebsdruck herrscht. Wird der Druck in der Hauptluftleitung abgesenkt, so leiten die Steuerventile die Druckluft aus den Hilfsluftbehältern in die Bremszylinder, die darauf über ein Bremsgestänge die Bremsklötze an die Räder oder Bremsscheiben drücken bzw. die Bremszangen der Scheibenbremsen betätigen. Die Bremsanlage ist so dimensioniert, dass bei einer Absenkung des Druckes der Hauptluftleitung auf etwa 3,5 bar (Vollbremsung) und bei einer vollständig entleerten Hauptluftleitung (0 bar bei einer Schnell-, Not- oder Zwangsbremsung) in den Bremszylindern ein Druck von max. 3,8 bar ansteht. Nach einem Bremsvorgang erfolgt das Lösen der Bremse durch das Wiederauffüllen der Hauptluftleitung auf den Regelbetriebsdruck von 5 bar. Die Steuerventile gehen dadurch in ihre Ausgangsstellung zurück, die Hilfsluftbehälter werden gefüllt, die Luft aus den Bremszylindern entweicht ins Freie und die Bremsklötze lösen sich.
- Einstufige Luftpumpe zur Druckluftversorgung an einer Dampflokomotive
- Doppelverbundluftpumpe Bauart Nielebock-Knorr für Dampflokomotiven

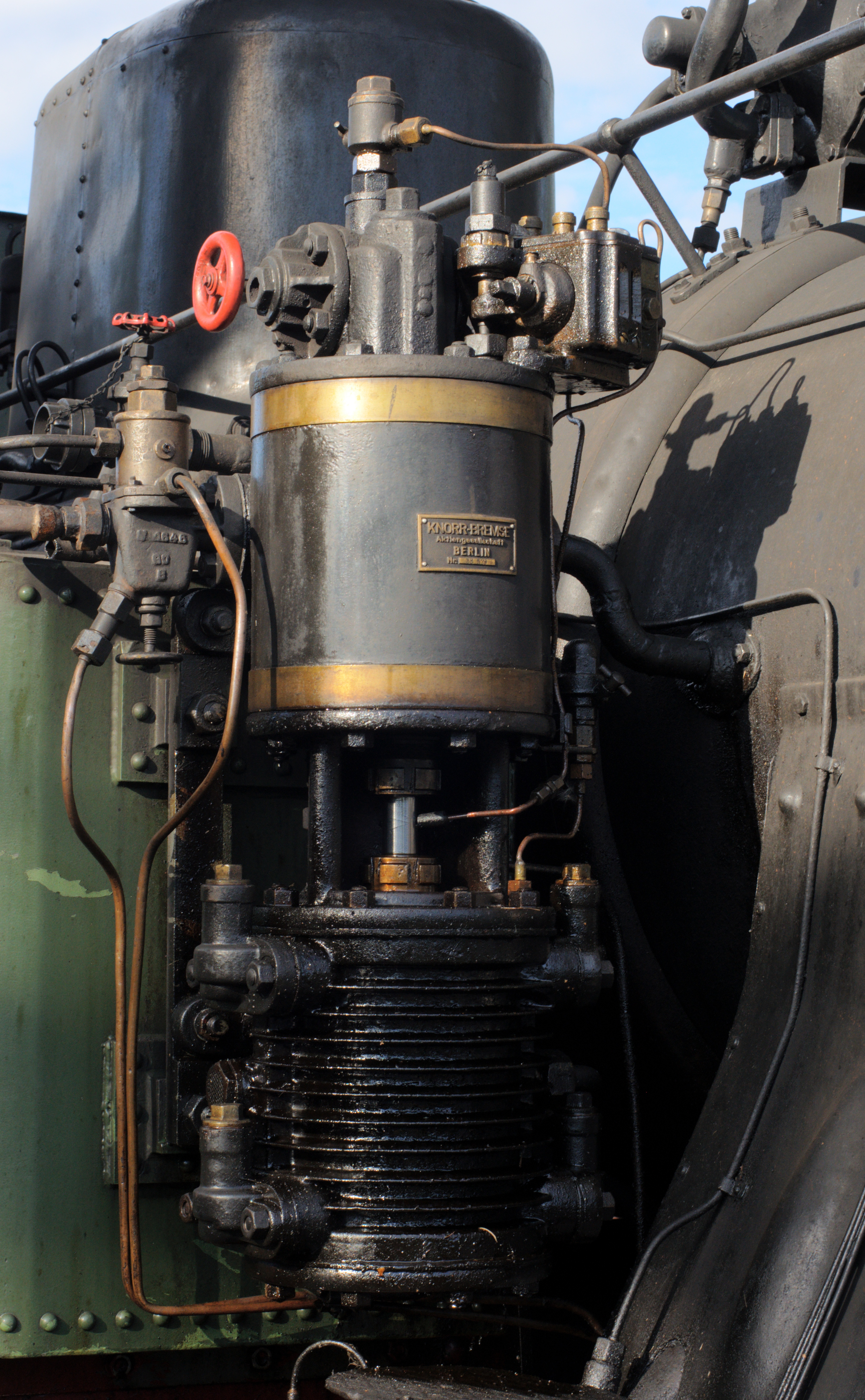
Einstufige Luftpumpe zur Druckluftversorgung an einer Dampflokomotive
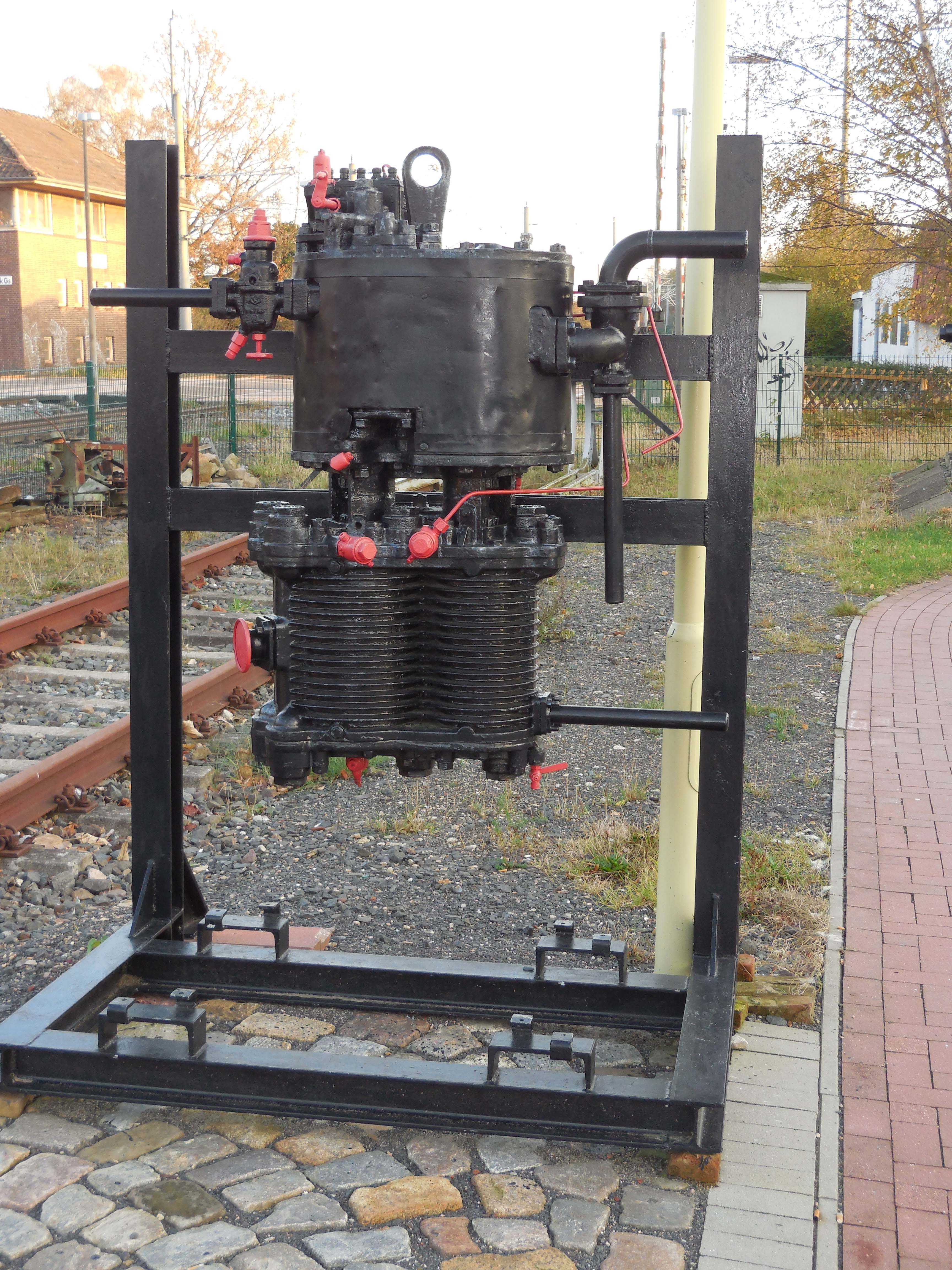
Doppelverbundluftpumpe Bauart Nielebock-Knorr für Dampflokomotiven
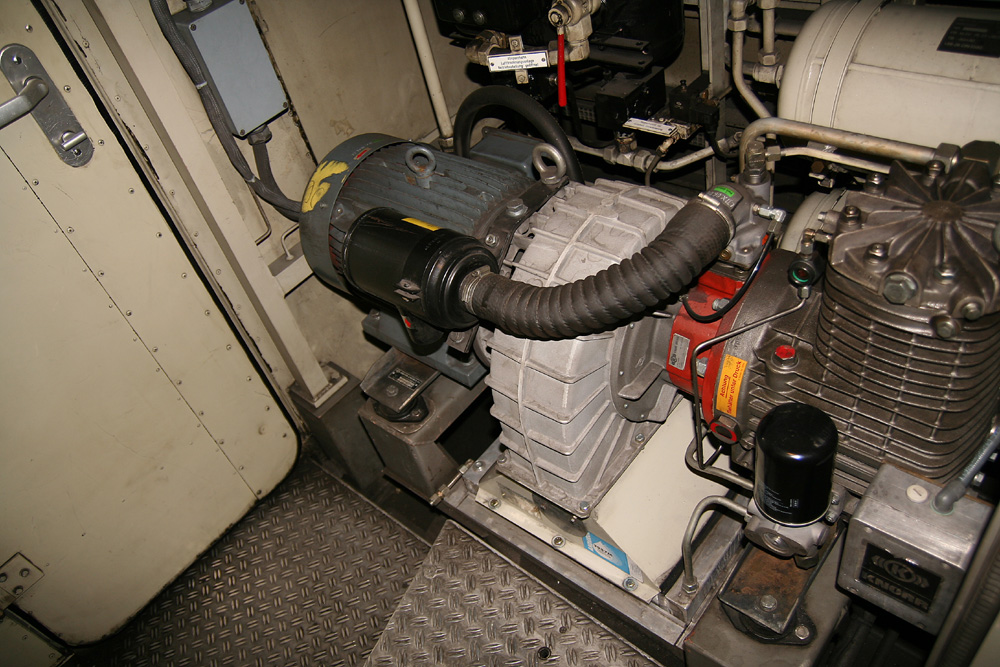
Luftpresser eines ICE 1

Um die Druckabsenkung in der Hauptluftleitung und damit den Bremsvorgang auszulösen, wird normalerweise durch den Triebfahrzeugführer das Führerbremsventil auf dem Triebfahrzeug bzw. der Lokomotive betätigt. Ebenso gibt es eine Auslösemöglichkeit über das Betätigen von Notbremsventilen, die gewöhnlich zusätzlich in Personenwagen vorhanden sind. Diese Notbremsung ist von der Wirkung mindestens wie eine Vollbremsung, meistens aber entspricht sie einer Schnellbremsung. Auch das Reißen der Hauptluftleitung im Falle einer Zugtrennung während der Fahrt führt zum Bremsvorgang. Im Gegensatz zum dosierten Bremsen durch das Führerbremsventil (Betriebsbremsung von der ersten Bremsstufe bis zur Vollbremsung – VB) erfolgt in diesem Fall eine Zwangsbremsung, welche von der Wirkung einer Schnellbremsung entspricht.
Beim Rangieren wird, wenn die zu bewegende Masse nur mit der Lokomotivbremse abgebremst werden kann und keine zu großen Neigungen befahren werden müssen, zur Beschleunigung ohne wirkende Druckluftbremse der Wagen gefahren, indem der Bremszylinder und bei älteren Steuerventilen zusätzlich der Hilfsluftbehälter entlüftet wird. Bei schweren Rangierabteilungen ist die Nutzung zumindest eines Teiles der vorhandenen Wagenbremsen (sogenannte »Luftspitze«) erforderlich. Nicht nutzbar ist die durchgehende Bremse beim Abstoß- und Ablaufbetrieb.

### Einlösige Bremse

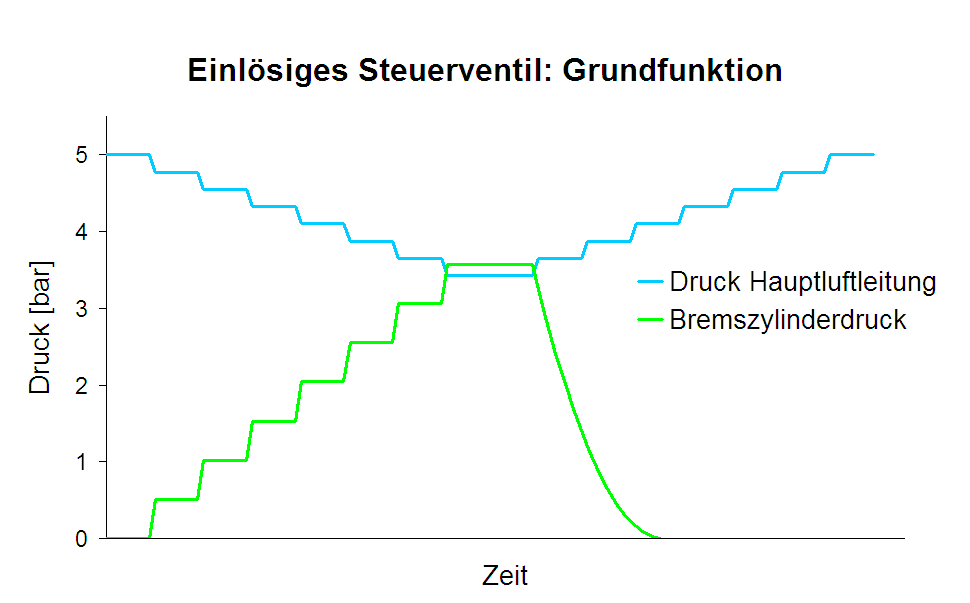
Die einlösige Bremse kann zwar stufenweise angelegt, aber nur auf einmal gelöst werden.

Eine als „einlösig“ bezeichnete Bremse lässt ein stufenweises Zurücknehmen der Bremswirkung nicht zu.
Bei einer nur geringfügigen Druckerhöhung in der Hauptluftleitung nach einer vorangegangenen Bremsung gehen die Steuerventile (von denen jeder Wagen je eines besitzt) in die Lösestellung, lösen also die Bremse der betreffenden Wagen vollständig.
Wenn das Führerbremsventil nach einer (auch nur geringfügigen) Druckerhöhung in der Hauptluftleitung nicht ausreichend lange in die Löse- oder Fahrtstellung gebracht wird, werden die Hilfsluftbehälter jedes Wagens nicht wieder mit Druckluft aufgefüllt.
Soll in dieser Situation erneut gebremst werden (etwa weil der Lokführer sich verschätzt hat), muss der Druck in der Hauptluftleitung weiter als in der vorherigen Bremsung abgesenkt werden. Bei mehreren Regulierungen der Bremskraft, ohne das Führerbremsventil ausreichend lange in die Fahrtstellung zu bringen und damit die Bremsanlage zu befüllen, kann der Druckluftvorrat aus der Hauptluftleitung, aber auch aus den daran angeschlossenen Hilfsluftbehältern vollständig aufgebraucht werden. Es steht dann keine Druckluft mehr für eine Bremswirkung zur Verfügung. In der Fachsprache heißt dies „Erschöpfen der Bremse“ (Erschöpfen der Bremswirkung).
Aus diesem Grund ist das mehrmalige Auslösen und Nachbremsen („Nachfassen“) besonders bei Einfahrt in Stumpfgleise zu unterlassen. Muss auf langen Gefällestrecken die Bremse gelöst werden, ist die Fahrt zuvor so stark zu verlangsamen, dass genügend Zeit verbleibt, um die Hauptluftleitung und alle Hilfsluftbehälter im Zug über die Löse- oder Fahrtstellung des Führerbremsventils wieder aufzufüllen. Die Bedienung der einlösigen Bremse erforderte auf langen Gefällestrecken viel Erfahrung.
Im Regelbetrieb in Mitteleuropa ist die einlösige Bremse heute nur noch bei älteren Triebfahrzeugen anzutreffen; sie wurde fast vollständig durch die mehrlösigen Bremsen der Bauarten Knorr-Bremse mit Einheitswirkung (KE), Oerlikon (O) und Dako (Dk) abgelöst. Eine Ausnahme bildet die einlösige Matrossowbremse (M) der mitunter auch auf deutschen Gleisen anzutreffenden Güterwagen der Russischen Eisenbahn. Diese ist – wie auch in den USA – den dort üblichen größeren Zuglängen angepasst, bei denen mehrlösige Bremsen nicht störungsfrei eingesetzt werden können.
Siehe auch Abschnitt Steuerventile der früheren einlösigen Druckluftbremse im Artikel Steuerventil (Eisenbahn)

### Mehrlösige Bremse

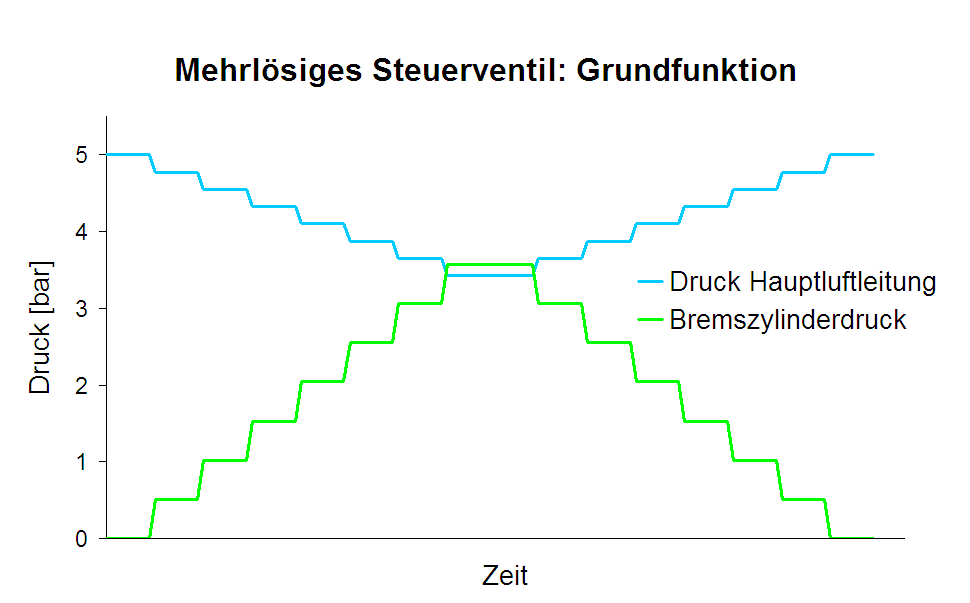
Die heute in Europa eingesetzten Bremsen, die auch stufenweise lösbar sind, werden als mehrlösig bezeichnet.

Um das Erschöpfen der Bremse zu vermeiden und den Lokführern ein Regulieren der Bremswirkung zu erleichtern, entwickelte man mehrlösige Bremsen. Die ersten Bauarten waren Zweikammerbremsen nach dem Vorbild der Saugluftbremsen, bei denen beide Seiten des Kolbens im Bremszylinder druckbeaufschlagt werden. Beispiele dafür sind die Schleifer- und die Knorr-Zweikammerbremse (Kz). Ihr Nachteil ist der hohe Druckluftbedarf, der ihre Verwendung bei langen Zügen zumindest erschwert. Dies führte in Deutschland 1918 zur Einführung der von Bruno Kunze und Georg Knorr entwickelten Kunze-Knorr-Bremse, die in den Varianten als Kunze-Knorr-Güterzugbremse (Kkg) und später auch als Personen- (Kkp) und Schnellzugbremse (Kks) eingeführt wurde. Diese wurde von Wilhelm Hildebrand und Georg Knorr weiterentwickelt. Die Hildebrand-Knorr-Bremse (Hik) kann man ebenfalls stufenweise bremsen und lösen; beim Lösen füllt das Steuerventil den Hilfsluftbehälter unter jedem Wagen sogleich wieder auf. Zusätzlich sind Steuerventil und Bremszylinder getrennt, einzeln tauschbar und deutlich leichter.
Während die Kunze-Knorr-Bremse noch einen zusätzlichen Bremszylinder mit zwei Arbeitskammern aufweist (Zweikammerbremse), ist die Hildebrand-Knorr-Bremse (Hik) eine reine Einkammerbremse. Eine wichtige Neuerung der Hildebrand-Knorr-Bremse gegenüber der Kunze-Knorr-Bremse ist die Einführung des Dreidruckprinzips. Während bei der Kunze-Knorr-Bremse nur das Druckverhältnis zwischen Hauptluftleitung (HL) und Bremszylinder für die Ansteuerung benutzt wurde, was bei undichtem Bremszylinder durch die ständige Entleerung des Vorratsluftbehälters zu nachlassender Bremswirkung führen kann, wird bei der Hildebrand-Knorr-Bremse auch der Behälterdruck einbezogen. Bei undichtem Bremszylinder und Unterschreiten des Hauptluftleitungdrucks durch den Vorratsbehälterdruck wird Druckluft direkt aus der Hauptluftleitung in den Bremszylinder geleitet und damit ein Erschöpfen der Bremskraft verhindert. Zur Ausnutzung dieser Funktion wurde gleichzeitig das selbstregelnde Führerbremsventil entwickelt, das allerdings erst etwa zwanzig Jahre später in größerer Anzahl zum Einsatz kam und heute zur Standardausrüstung der Triebfahrzeuge gehört.
Auf Gebirgsbahnen werden schwere Züge mit zu geringer Leistung der elektrischen Bremse mit der Sägezahnmethode gebremst.
→ Siehe auch Abschnitt Steuerventile der mehrlösigen Druckluftbremse im Artikel Steuerventil (Eisenbahn)

### Bremsstellungen und Umstelleinrichtungen

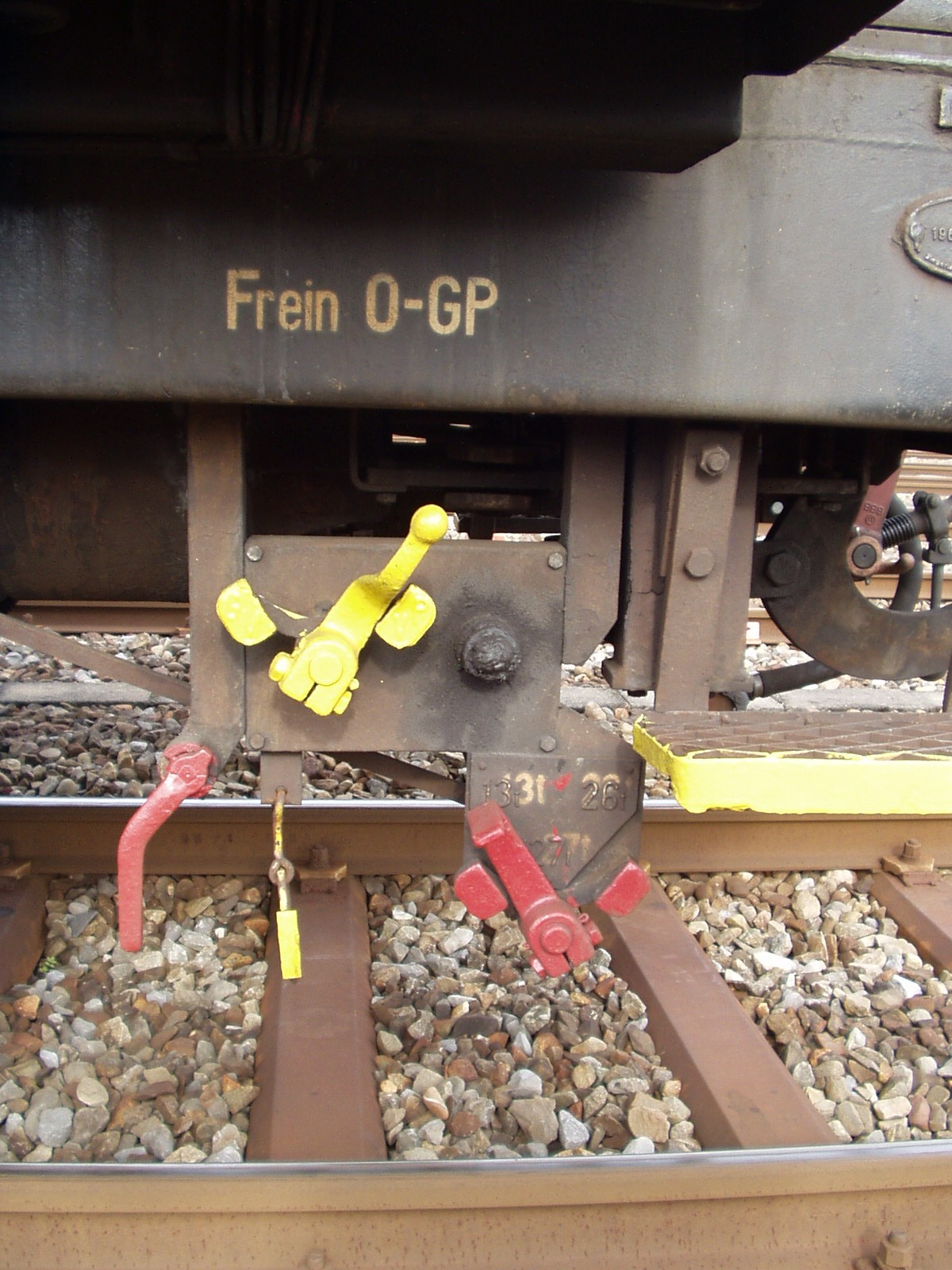
Bremsausrüstung eines Güterwagens, oben in weißer Schrift Bremsausrüstung, gelb oben Bremsstellungswechsel, rot links Bremsabsperrhahn, rot rechts Lastwechsel, gelb unten Lösezug. Die Anschrift Frein O-GP bezeichnet eine Oerlikon-Bremse mit den Bremsstellungen G und P ohne automatische Lastabbremsung

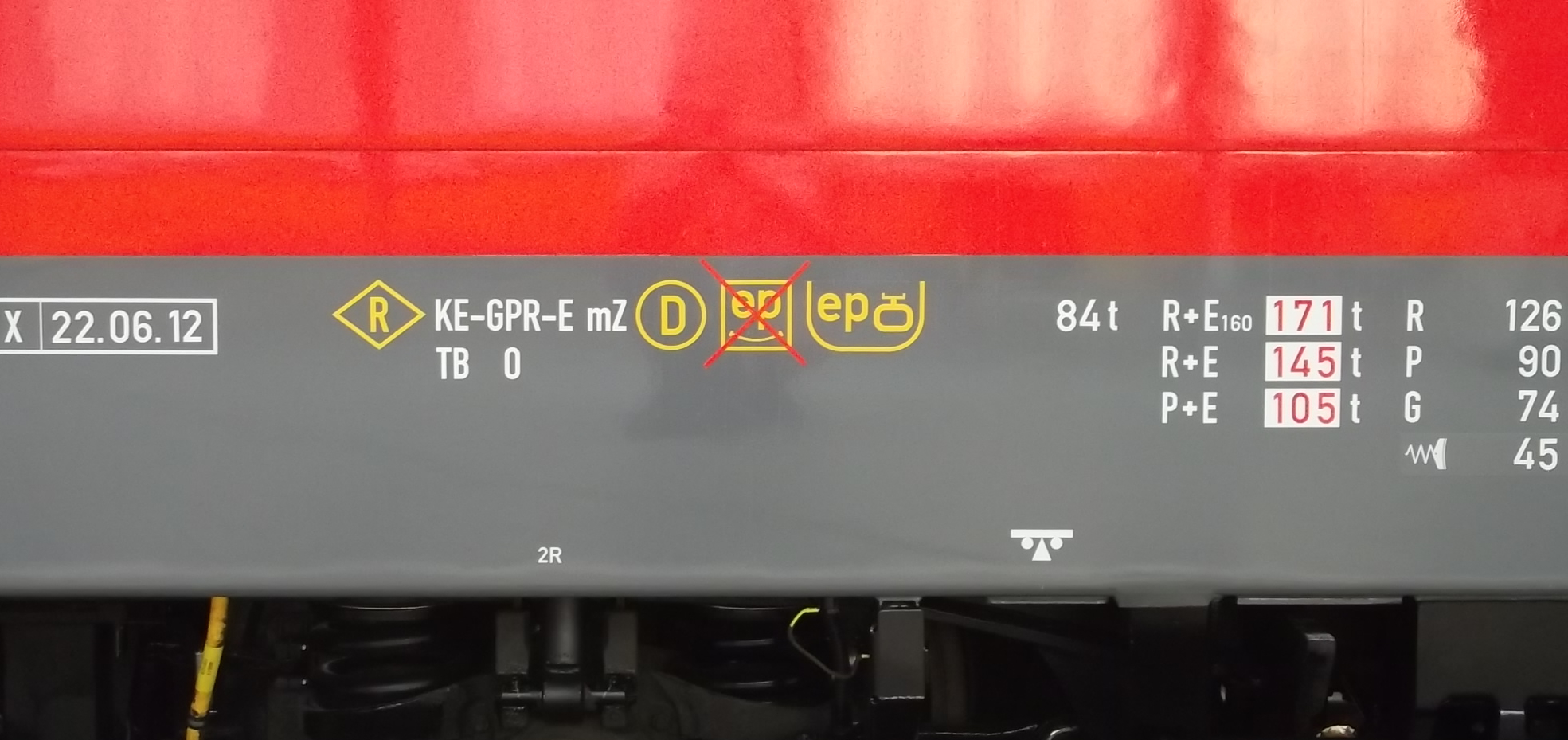
Bremsanschrift einer Lokomotive der BR146

Man unterscheidet die Bremsstellungen nach der Bremswirkung, die sie aufbringen können, und der Ansprechzeit. Die Bremsstellungen G und P funktionieren ohne Stromversorgung, weshalb diese für den Güterverkehr in Frage kommen. Die R-Bremse benötigt einen Gleitschutz, der in älteren Fahrzeugen mechanisch, in modernen Fahrzeugen elektronisch gesteuert wird, um ein Blockieren der Räder zu vermeiden; nur diese kann mechanisch erheblich mehr als 100 % Bremsgewicht aufbringen, weil sie oberhalb 55 km/h die Bremskraft verstärkt.
- Bremsstellung G = Güterzug, langsam ansprechende Bremse mit einer Bremszylinderfüllzeit von 18–30 s und einer Lösezeit von 45–60 s
- Bremsstellung P = Personenzug, auch RIC-Bremse genannt, schnell ansprechende Bremse mit einer Bremszylinderfüllzeit von 3–5 s und einer Lösezeit von 15–20 s
- Bremsstellung R = Schnellzug (Rapid), Hochleistungsbremse mit Bremskraftverstärker (Reisezüge), jedoch gleiche Füll- und Lösezeiten wie bei der P-Bremse
- Bremsstellung R+Mg = Schnellzug (Rapid) mit Magnetschienenbremse (schnellfahrende Reisezüge)

Die angegebenen Zeiten gelten beim Füllen jeweils bis 95 % des höchsten Bremszylinderdrucks erreicht sind, beim Lösen bis im Bremszylinder ein Druck von 0,3 bzw. 0,4 bar (je nach Jahr der Normung der Bremse) unterschritten wird. Eine Umstellung zwischen den Bremsstellungen erfolgt von Hand. Hierbei muss bei jedem Fahrzeug des Zuges getrennt die erforderliche Bremsstellung mit der Umstelleinrichtung für Druckluftbremsen eingestellt werden. Die zugehörigen Umstellhebel sind bei Wagen an der Außenseite angebracht und zur leichten Unterscheidbarkeit mit einem gelben Kugelgriff (Bremsarten Güterzug und Personenzug) bzw. Schlaufengriff (nur Personenzugbremsarten) versehen. Bei Triebfahrzeugen sind die Umstellhebel weitgehend innerhalb des Fahrzeuges angeordnet.

Daneben gibt es noch die lastabhängige Regelung der Bremskraft, die einem Überbremsen bei geringer Zuladung und zu schwacher Bremskraft bei beladenen Fahrzeugen entgegenwirken soll. Die automatische Lastabbremsung (mit A abgekürzt) findet sowohl bei Güter-, als auch bei Reisezugwagen Verwendung. Sie gibt es in unterschiedlichen Ausführungen mechanischer Übertragung: durch Bremsgestängeänderung oder pneumatische Übertragung (z. B. über ein Wiegeventil) mit Sekundärfedern aus Stahl. Bei sekundärer Federung durch Luftfedern wird der Luftfederdruck als lastabhängiges Signal verwendet. Da das Luftfederventil immer dieselbe Federhöhe ausregelt, liefert der Druck ein auswertbares Lastsignal. Es gibt lineare oder schrittweise Verstärkung. Nur bei Güterwagen findet man den manuell einzustellenden Lastwechsel. Dieser hat die Stellungen „leer“, „beladen“ und teilweise auch „teilbeladen“. Der manuelle Lastwechsel wird über einen roten Kurbelgriff am Langträger des Wagens eingestellt.
Die Bremsausrüstung der Fahrzeuge ist in abgekürzter Form an den Längsseiten angeschrieben. Die Buchstaben G, P und R sind international üblich, es gibt jedoch Abweichungen wie M (französisch marchandises, spanisch mercancías) für G oder V (voyageurs bzw. viajeros) für P.

### Hochabbremsung
Die Hochabbremsung ist eine Erweiterung der Druckluftbremse für höhere Geschwindigkeiten. Die Bremskraft einer Reibungsbremse mit Graugussbremsklotzsohlen nimmt bei höheren Gleitgeschwindigkeiten ab. Zur Kompensation wurde die Abbremsung mit geschwindigkeitsabhängig zwei Bremszylinderdrücken eingeführt. Der Druckübersetzer ist zwischen dem Steuerventil und den Bremszylindern – bei Fahrzeugen mit direkt wirkender Zusatzbremse vor dem Doppelrückschlagventil – geschaltet. Ein Achslagerbremsdruckregler erzeugt den Steuerdruck F zum Druckübersetzer. Bei Fahrzeugen mit elektrischem Gleitschutz erzeugt der Gleitschutzrechner das Hochabbremssignal; der Achslagerbremsdruckregler entfällt.
Es muss zwischen der Hochabbremsung von Triebfahrzeugen und von Reisezugwagen unterschieden werden:

#### Triebfahrzeuge
Bei Geschwindigkeiten über 70 km/h erhöht der Druckübersetzer den Druck auf maximal 5,5 bar (Bremsstellung P₂) oder auf 8 bar (Bremsstellung R). Sinkt die vom Achslagerbremsdruckregler gemessene Geschwindigkeit unter etwa 55 km/h (Schalthysterese), wird der Druck im Bremszylinder automatisch auf den Wert der normalen Niedrigabbremsung angepasst. Die Druckluft für die Hochabbremsung wird den Hauptluftbehältern entnommen.

#### Reisezugwagen
Zwar wird in Reisezügen in der Regel die Hauptluftbehälterleitung (HBL) mitgekuppelt, die den Wagenzug mit 10 bar Druckluft versorgt; im Falle einer Zugtrennung wird diese Leitung aber geöffnet, so dass kein erhöhter Druck mehr zur Verfügung steht. Auch beim Einstellen von älteren Wagen ohne Hauptluftbehälterleitung in einen Wagenzug ist keine Versorgung mit HBL-Luft von 10 bar gewährleistet. Die Hochabbremsung wird bei den Reisezugwagen daher mit den normalen 5 bar aus der Hauptluftleitung gespeist. Die höhere Abbremsung erreicht man durch größere Vorratsbehälter (bis 200 Liter pro Wagen) und meist zwei großvolumige Bremszylinder. Bei normaler Abbremsung beträgt der höchste Bremszylinderdruck etwa 1,7 bar, bei Hochabbremsung etwa 3,8 bar.

### Gleitschutzregler
Durch den niedrigen Haftwiderstandsbeiwert von Stahl auf Stahl können Eisenbahnräder leicht blockieren. Die Bremswirkung eines blockierten Radsatzes ist deutlich geringer, zusätzlich entstehen, bedingt durch die Gleitreibung auf der Schiene, am betroffenen Radsatz in kurzer Zeit Flachstellen, was die Laufruhe und in schweren Fällen auch die Laufsicherheit beeinträchtigt. Um diese Schäden zu minimieren, wurden zunächst Fliehkraftregler als Gleitschutz verwendet. Zwei federbelastete Fliehgewichte drehen sich mit der Achse und halten das Gleitschutzventil geschlossen. Kommt es zu einer abrupten Drehzahländerung, werden die Gewichte ausgelenkt und lösen die Bremse der Achse. Beschleunigt sich die Achse wieder, so schließen die Fliehgewichte das Ventil wieder zur fortgesetzten Bremsung.
Neuere elektronische Gleitschutzrechner ermitteln die Achsdrehzahl durch magnetische Sensoren und vergleichen sie mit einer virtuellen Fahrzeuggeschwindigkeit. Kommt es zum Gleiten der Achse, so wird der Bremsdruck erst gehalten und dann schrittweise gesenkt, bis die Achse sich wieder dreht. Anschließend wird der geforderte Bremsdruck wieder aufgebaut.

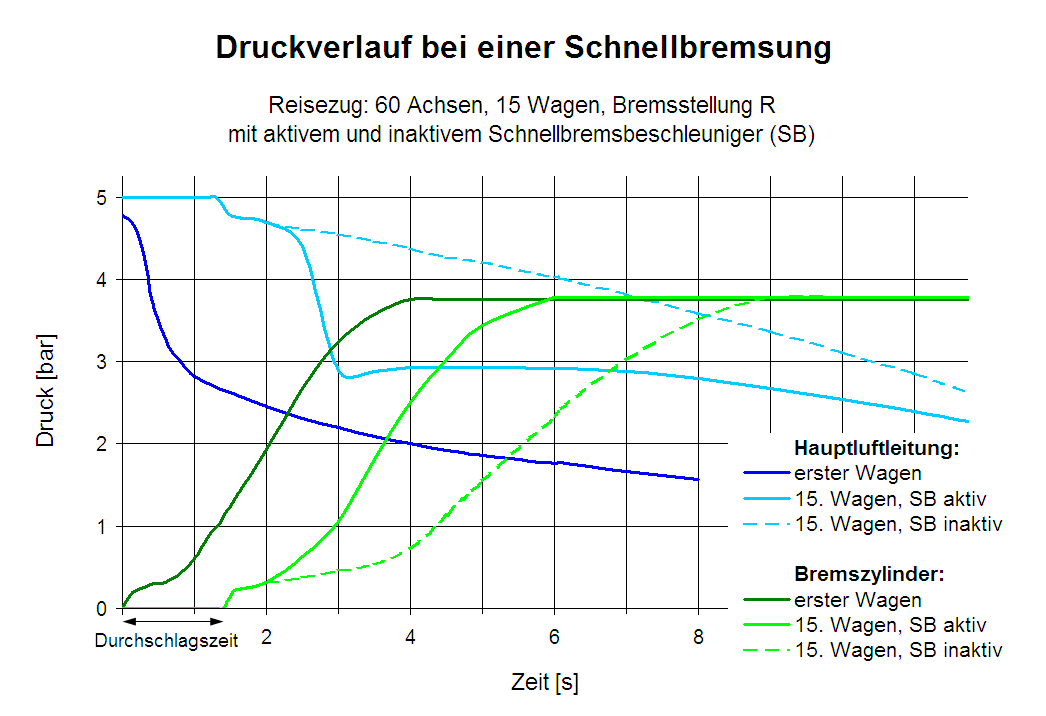
Zur Vergrößerung der Durchschlagsgeschwindigkeit ist das Steuerventil in der Regel mit einem Schnellbremsbeschleuniger ausgerüstet. Es bewirkt, dass beim Bremsen eine gewisse Menge Druckluft an Ort und Stelle aus der Hauptluftleitung ausströmt.

### Schnellbremsbeschleuniger
Bei hohen Geschwindigkeiten ist die zeitliche Abstimmung sehr wichtig. Die Geschwindigkeit, mit der sich eine Druckwelle in einem Rohr fortbewegt, ist mit maximal 290 m/s (größenordnungsmäßig die Schallgeschwindigkeit) relativ langsam; der reale Druckabfall infolge der Dehnung der Luft ist noch langsamer. Damit die Züge gleichmäßiger bremsen, wurde die Reaktionsgeschwindigkeit der Bremsventile für lange Güterzüge künstlich verlangsamt.
Für Schnellzüge mit einheitlicherem Wagenmaterial und kürzeren Zuglängen ist dies weder notwendig noch erwünscht. Um den Druckabfall zu beschleunigen und damit die Ansprechzeit der Bremsen im Zug zu verkürzen, werden Ventile eingebaut, die einen schnellen Druckabfall in der Hauptluftleitung registrieren und durch Öffnen zusätzlicher Ausströmungen diesen Druckabfall weiter beschleunigen. Damit wird zwar nicht die Durchschlaggeschwindigkeit erhöht, jedoch die Geschwindigkeit des Druckabfalls, die für das Ansprechen der Schnellbremsung im Bremsventil notwendig ist.
Allerdings haben Schnellbremsbeschleuniger auch Nachteile. So können zu sensible Beschleuniger schon bei normalen Betriebsbremsungen auslösen. Auch kann der Lokführer die Schnellbremsbeschleuniger nicht vorzeitig wieder schließen, falls er die Schnellbremsung aufheben möchte, etwa wenn diese durch die Sifa oder eine Bremskurvenüberschreitung der LZB ausgelöst wurde.

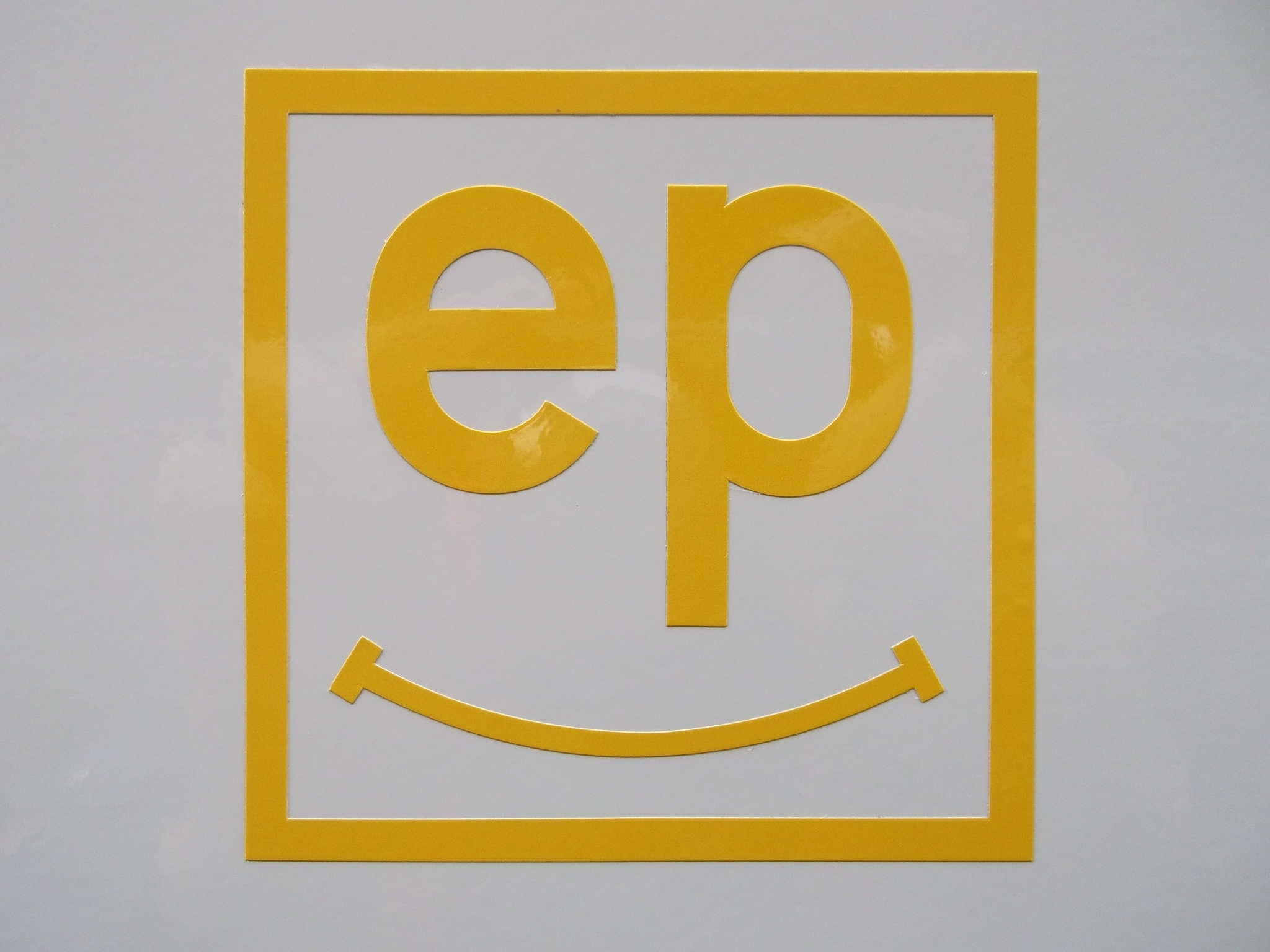
Bremsanschrift elektropneumatische Bremse – Steuerung über Informations- und Steuerleitung (IS)

### Elektropneumatische Bremse (ep-Bremse)
Die indirekte elektropneumatische Bremse (besser elektropneumatische Bremssteuerung mit indirekter Wirkung) ist eine Überlagerung der Bremssteuerung über die Druckluftleitung durch die zusätzliche, jedoch abschaltbare Steuerung der Bremsventile durch elektronische Signale. Mit der elektropneumatischen Bremssteuerung fällt der Nachteil der niedrigen Durchschlagsgeschwindigkeit der Luftdruckbremse weg. Daneben ermöglicht sie dem Lokführer im Zweifelsfall, eine gezogene Notbremse zu überbrücken (so genannte Notbremsüberbrückung, NBÜ), um den Zug an einem günstigen Ort zum Stillstand zu bringen.
Bei einigen nicht UIC-konformen Bauarten wird die elektropneumatische Bremse sogar ohne die Wirkung der Hauptluftleitung betrieben (sogenannte direkte elektropneumatische Bremse). Die Hauptluftleitung wird überhaupt nur im Abschleppfall zugeschaltet. Sämtliche Bremssteuerungen laufen über die ep-Steuerleitungen bzw. über den Bremsrechner und elektropneumatische Umsetzer. Bei dieser Bauweise können elektrische Wirkstrombremsen mit pneumatischen Bremsen zeitgleich arbeiten und auch beim Gleiten der Achsen noch zusammen agieren. Angewendet wird die direkte ep-Bremse vor allem bei Triebzügen.

### Nachbremsventil

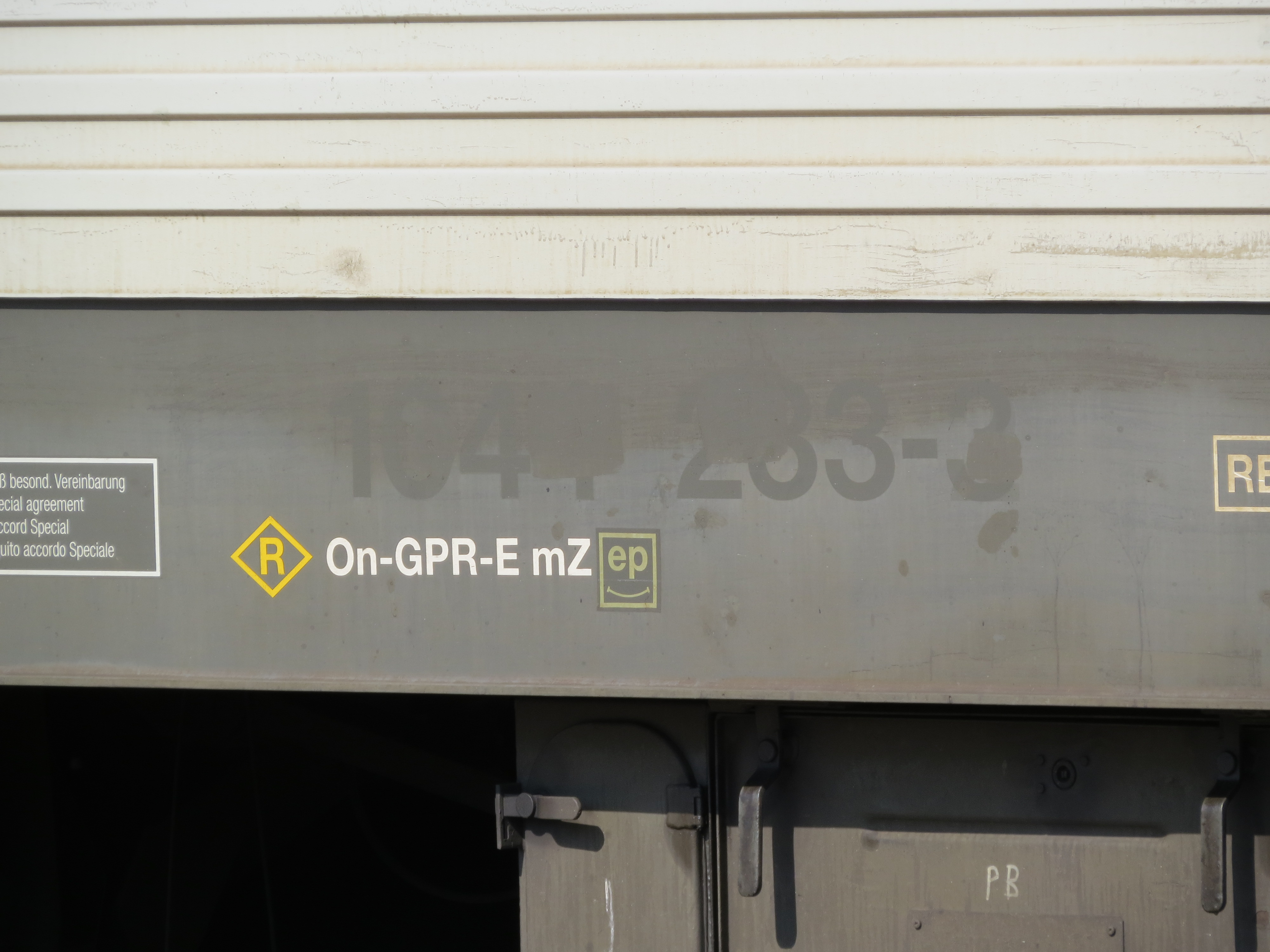
Bremsanschrift einer Lokomotive der ÖBB-Reihe 1044 (Oerlikon-Bremse mit Nachbremsventil, Bremsstellungen G, P, R, elektrodynamische Bremse und Zusatzbremse)

Aufgrund des relativ geringen Beitrags der Bremsen des Triebfahrzeuges zur Bremswirkung eines längeren Zuges sowie zur Verschleißreduzierung an den Lokomotiven kommt in manchen Ländern ein Nachbremsventil zum Einsatz. Dieses bewirkt, dass die Bremsen der Lokomotive erst ab einer größeren Druckabsenkung in der Hauptluftleitung, in der Regel unter 3,5 bar HLL-Druck, anlegen. Bei Fahrzeugen neuerer Bauart mit Bremsrechner wird statt dem Anlegen der Druckluftbremse automatisiert die elektrodynamische bzw. hydrodynamische Bremse angesteuert. Große Verbreitung fand diese Einrichtung vor allem in Österreich, wo das Nachbremsventil auch in den Bremsanschriften durch ein der Hauptbauart nachgestelltes kleines n kenntlich gemacht wird.
Aufgrund der verminderten bzw. ungleichmäßigeren Verteilung der Bremskraft ist das Nachbremsventil bei:
- kurzen Zügen mit Fahrzeugen ohne dynamische Bremse,
- geschleppten Fahrzeugen,
- Lokomotivvorspann vor Triebwagen,
- Schneepflugfahrten,
- und alleinverkehrenden Triebfahrzeugen (Lokzüge, Verschubreserven)

auszuschalten. Da in einigen Ländern, wie z. B. in Deutschland die Nutzung von Nachbremsventilen unzulässig ist, müssen sie beim Grenzübergang ebenfalls ausgeschaltet werden.

## Direkt wirkende Druckluftbremse

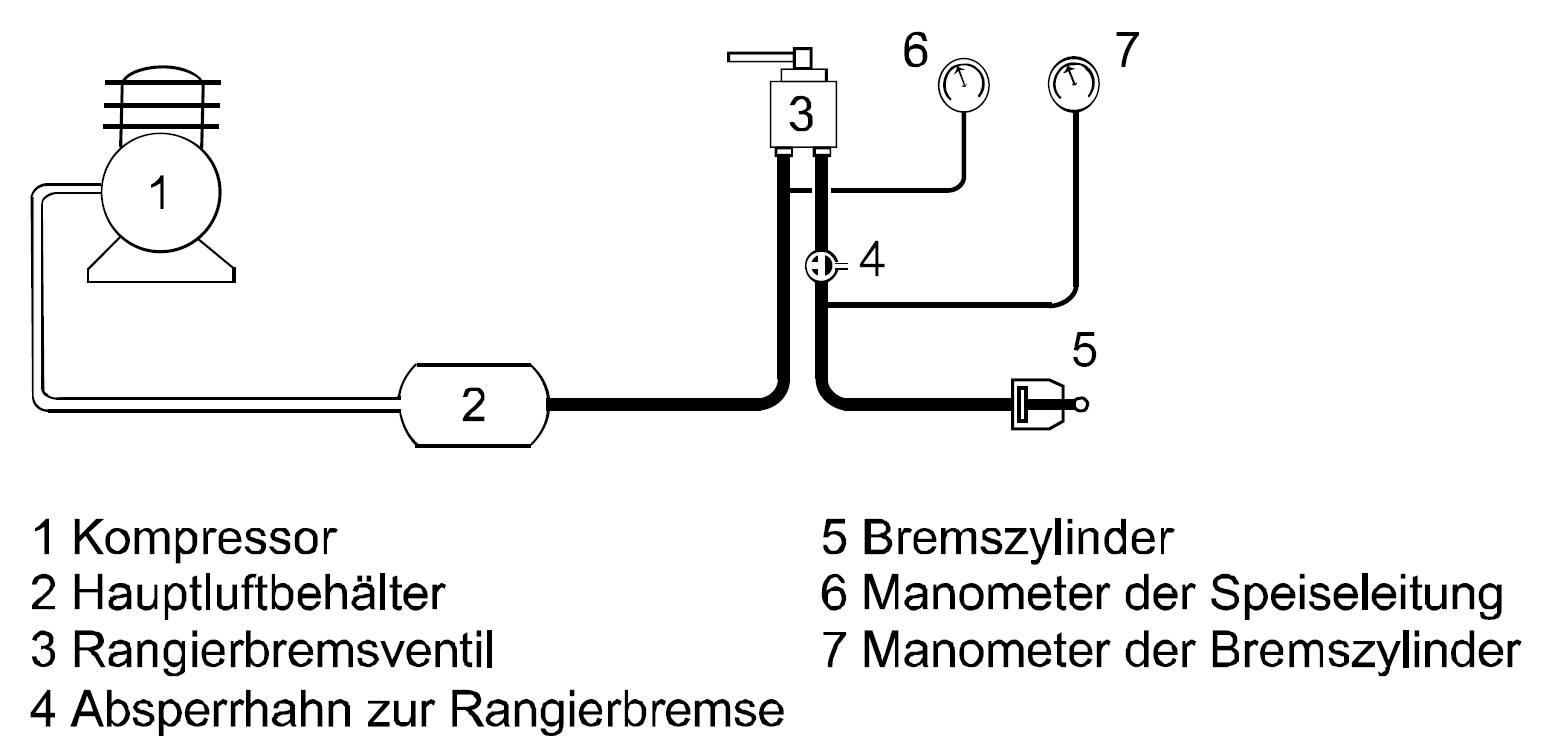
Direkt wirkende Druckluftbremse auf einem Triebfahrzeug

Bei einlösigen Bremsen bestand beim Befahren von langen und starken Gefällestrecken die Gefahr des Erschöpfens der Bremse und des Durchbrennens des Zuges sowie der Nachteil der schlechten Regulierbarkeit. Um diesen Missständen abzuhelfen, rüstete die Compagnie Paris-Lyon-Méditerranée (PLM) ihre Reisezüge mit einer zweiten Luftleitung und einer zusätzlichen, direkt wirkenden Druckluftbremse aus. Diese Bremse, zusammen mit der direkt wirkenden Westinghouse-Bremse auch als Westinghouse-Doppelbremse, in Frankreich als „Frein Westinghouse-Henry“ bezeichnet, wurde auch in der Schweiz und bei einigen weiteren Bahnen eingesetzt.
Bei der direkt wirkenden Druckluftbremse, in der Schweiz als Regulierbremse bezeichnet, wird die gesamte Luftmenge nur über das zusätzliche Führerbremsventil (Regulierbremsventil) auf dem Triebfahrzeug in die Bremszylinder gepresst. Die Druckluft wird aus dem Hauptluftbehälter über einen Druckregler bezogen. Beim Lösen entweicht die Luft über das Führerbremsventil. Durch kleine Druckänderungen am Führerbremsventil kann beim Bremsen wie auch beim Lösen der Druck im Bremszylinder kontinuierlich reguliert werden. Die direkt wirkende Bremse reagiert in ganzen Zügen jedoch äußerst träge und verlangt vom Lokomotivführer viel Übung, genaue Streckenkenntnis und eine weit vorausschauende Fahrweise.
Nachteilig bei der Doppelbremse waren die zusätzlichen Luftkupplungen, die zur vermehrten Arbeit beim Kuppeln und Entkuppeln und zu größeren Unterhaltungskosten führten. Mit dem Überhandnehmen mehrlösiger Bremsen wurden ab Mitte der 1950er-Jahre die direkt wirkenden Bremsen aus den Wagen ausgebaut. Die direkte Bremse wirkt als Zusatzbremse (in der Bremsanschrift durch mZ gekennzeichnet) nun nur noch auf das Triebfahrzeug oder den Steuerwagen und gegebenenfalls auf weitere Triebfahrzeuge in Mehrfachtraktion. Weil die Bremse nur noch zum Rangieren benutzt wird, heißt sie in der Schweiz Rangierbremse. In gewissen Fällen wird die direkt wirkende Bremse vom Steuerwagen aus elektropneumatisch angesteuert und kann in diesem Fall zusätzlich auch auf das Triebfahrzeug wirken.

## Fristarbeiten an Bremsen
Als sicherheitsrelevante Bauteile sind Bremsen an Schienenfahrzeugen regelmäßig zu überprüfen und instandzuhalten. Diese Arbeiten sind durch speziell qualifiziertes Personal („Bremsschlosser“) durchzuführen. Für den Bereich der nichtbundeseigenen Eisenbahnen in Deutschland gelten die Regelungen der VDV-Schrift 885 (Instandhaltungsleitfaden Bremsen und Druckluftbehälter bei den NE-Bahnen – IBD-NE) als Anerkannte Regeln der Technik. Für den Bereich der Deutschen Bahn AG bestehen Regelwerke mit ähnlichem Inhalt.
Die IBD-NE sieht derzeit vier Arten von Bremsrevisionen vor (verkürzte Darstellung):
| Bremsrevision | Turnus                                                                                              | Arbeitsumfang |
| ------------- | --------------------------------------------------------------------------------------------------- | --- |
| Br 0          | bei Bedarf                                                                                          | Funktions- und Dichtheitsprüfung. Eine Br 0 ist auszuführen, nachdem bei Arbeiten am Fahrzeug die Bremsanlage berührt wurde, zum Beispiel durch Abheben des Wagenkastens, Radsatzbearbeitung oder Austausch von Bremsbauteilen. |
| Br 1          | ein Jahr nach der letzten Br 1, 2 oder 3 bei Güterwagen alle zwei Jahre                             | Besichtigung auf Zustand und einwandfreies Wirken, ggfs. Bedarfsinstandsetzung |
| Br 2          | vier Jahre nach letzter Br 2 oder 3 bei Güterwagen im Wechsel mit Br 3 anlässlich Hauptuntersuchung | Besichtigung auf Zustand und einwandfreies Wirken, dabei auch Besichtigung der Druckluftbehälter und teilweise Zerlegung der Bremsanlage.                                                                                       |
| Br 3          | bei der Hauptuntersuchung des Fahrzeugs                                                             | Bremsgestänge zerlegen, Bremsbauteile aufarbeiten oder tauschen, Sicherheitsventile prüfen, Leitungen ausblasen, Druckbehälter prüfen.                                                                                          |

## Belege und Anmerkungen
1. ↑  v. Schacky, v. Völcker: Bayerische Eisenbahnen. In: Victor von Röll (Hrsg.): Enzyklopädie des Eisenbahnwesens. 2. Auflage. Band 2: Bauentwurf–Brasilien. Urban & Schwarzenberg, Berlin / Wien 1912, S. 64.
2. ↑  Die Reisezugwagen für den internationalen Verkehr nach Österreich waren zusätzlich zur Druckluftbremse mit Saugluftbremse ausgerüstet. Zu Beginn des Zweiten Weltkrieges stellten die Bahnen in Österreich auf Druckluftbremsen um.
3. ↑  Heinz Russenberger: Saugluft- oder Vakuumbremse. In: Vierachsige Reisezugwagen der SBB von 1912–1929 (= Loki-Spezial). Nr. 31. Lokpress, Zürich 2009, ISBN 978-3-9523386-2-9, S. 10–11.
4. ↑  Bruno Kunze: Die Kunze Knorr-Bremse a) für Schnellzüge. In: Glasers Annalen für Gewerbe und Bauwesen. Band 82, Heft 5. Berlin 1. März 1918, S. 53–60 (archive.org).
5. ↑  49 U.S.C. § 20302
6. ↑  Bruno Kunze: Die Kunze Knorr-Bremse b) für Personen- und Güterzüge. In: Glasers Annalen für Gewerbe und Bauwesen. Band 82, Heft 9. Berlin 1. Mai 1918, S. 95–100 (archive.org).
7. 1 2  M. Weiss: Güterzug-Luftdruckbremsen, mit besonderer Berücksichtigung der Drolshammer-Bremse. In: Schweizerische Bauzeitung. Band 92, Heft Nr. 1, 7. Juli 1928, S. 3–5 (e-periodica.ch [PDF]).
8. ↑  Zur Frage der durchgehenden Güterzugbremse. In: Schweizerische Bauzeitung. Band 83, Heft Nr. 4, 26. Januar 1924, S. 41–42 (e-periodica.ch [PDF]).
9. ↑  Daniel Jobstfinke, Matthias Gülker, Markus Hecht: Güterzüge mit ep-Bremse: Höhere Geschwindigkeiten, weniger Verschleiß. In: ZEVrail, Glasers Annalen. Band 143, Nr. 4, April 2019, ISSN 1618-8330, ZDB-ID 2072587-5, S. 124–129.
10. ↑  Max Leibbrand: Die Einstellung der Deutschen Reichsbahn auf ihre neuen Aufgaben. In: Schweizerische Bauzeitung. Band 100, Heft Nr. 5, 30. Juli 1932, S. 57–61 (e-periodica.ch [PDF]).
11. ↑  R 300.1 - R 300.1 - A2024.pdf Schweizerische Fahrdienstvorschriften (FDV) A2024. Bundesamt für Verkehr (BAV), 1. Juli 2024 (PDF; 11,8 MB). R 300.14, Abschnitt 2.7.2 Bedienen der automatischen Druckluftbremse der Normalspurzüge im starken Gefälle
12. ↑  Entgleisung des Zuges 46676 am 16. Juni 2010. Arlbergstrecke zwischen Bf Hintergasse und Bf Braz. Untersuchungsbericht des Bundesanstalt für Verkehr, Unfalluntersuchung Fachbereich Schiene. Wien, 8. August 2011. Seite 15
13. ↑  Französisch für „Bremse“.
14. ↑  UIC-Merkblatt 540, 7. Ausgabe Juli 2016
15. ↑  Zugfunk Podcast: Episode 20 Ab 2:35:52